# Młodzieńcza miłość
Młodzieńcza miłość to telenowela argentyńska składająca się ze 126 odcinków.

## Treść serialu
Serial opowiada o przyjaźni, miłości, konfrontacji młodzieńczych marzeń z okrutną rzeczywistością, wyborach i wchodzeniu w dorosłe życie Celeste i Santiago. Po latach spędzonych w College za granicą Santiago, syn przedsiębiorcy budowlanego, powraca do Buenos Aires by zamieszkać wraz z ojcem Arturo. W rodzinnym domu powraca również do największej swojej pasji, muzyki, której zaniechał po śmierci matki. Celeste jest córką majstra. Marzy o sławie prima baleriny i studiach w Akademii Sztuki. Jednak zdaje sobie sprawę, że rodziców nie stać na jej wykształcenie. W miarę swoich możliwości pomaga finansowo, pracując na budowie.

## Obsada aktorska
- Celeste Cid jako Celeste
- Emanuel Ortega jako Santiago
- Carla Peterson jako Lucia Preto
- Esmeralda Mitre jako Esmeralda Schultz
- China Zorrilla jako Mercedes 'Mechita' Dugan de Juárez
- Nicolás Mateo jako Teo
- Julieta Cardinali jako Alma Vigiano
- Mario Pasik jako Arturo Miguens
- Daniela Viagiamari jako Gilda
- Esteban Coletti jako Juan Pablo 'Juan Pi'
- Mariano Torre jako Ivan Juarez
- Trinidad Alcorta jako Consuelo Amenabar
- Samuel Arena jako Mariano
- Martín Pavlovsky jako Osky Correa
- María Fernanda Callejón jako Marcia Leroux de Miguens
- Matías Fiszon jako Rolo